# Siebenbogenbrücke (Fürth)

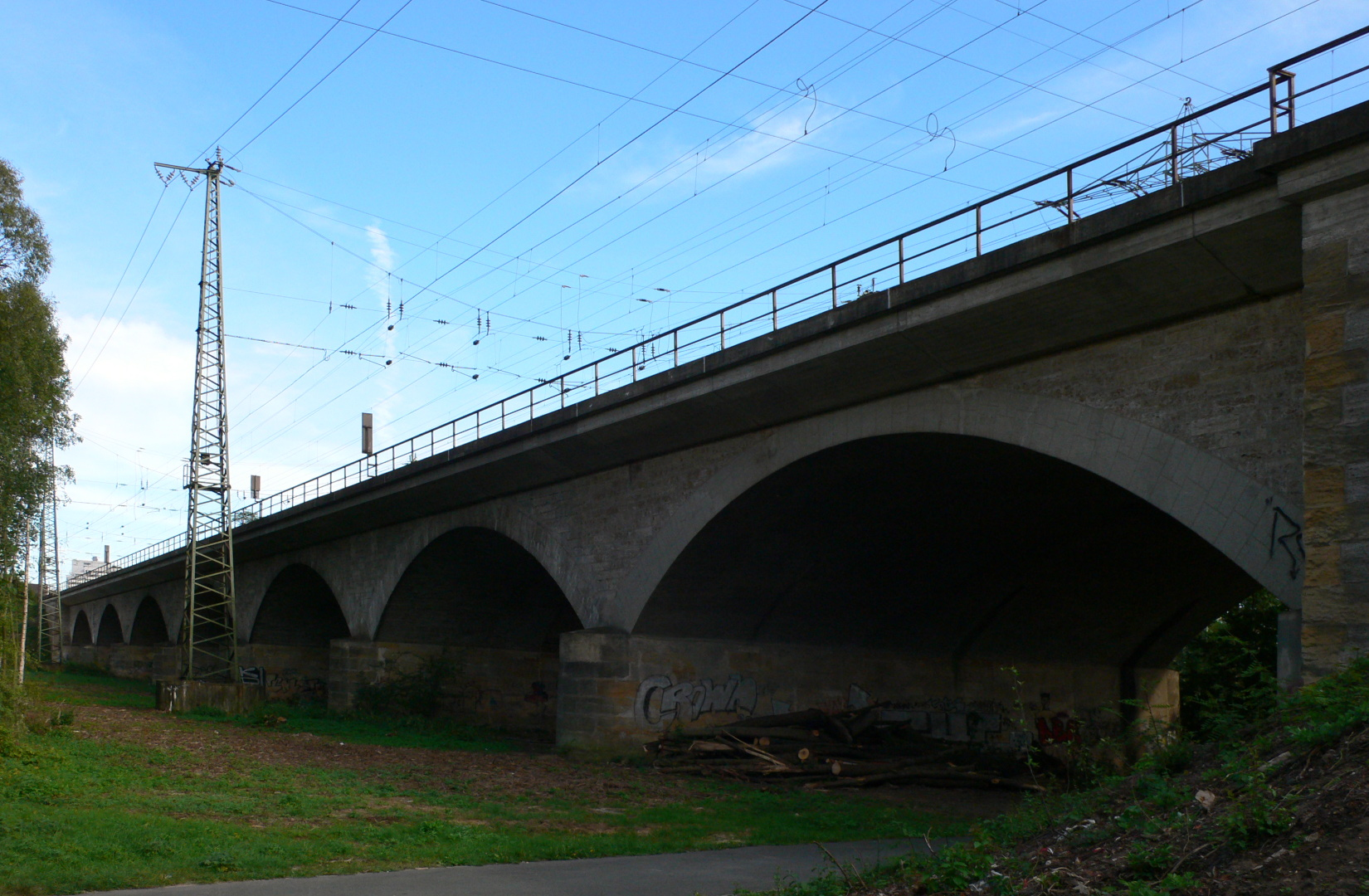
Nordseite der Siebenbogenbrücke im Jahr 2008 vor Beginn der Erweiterung

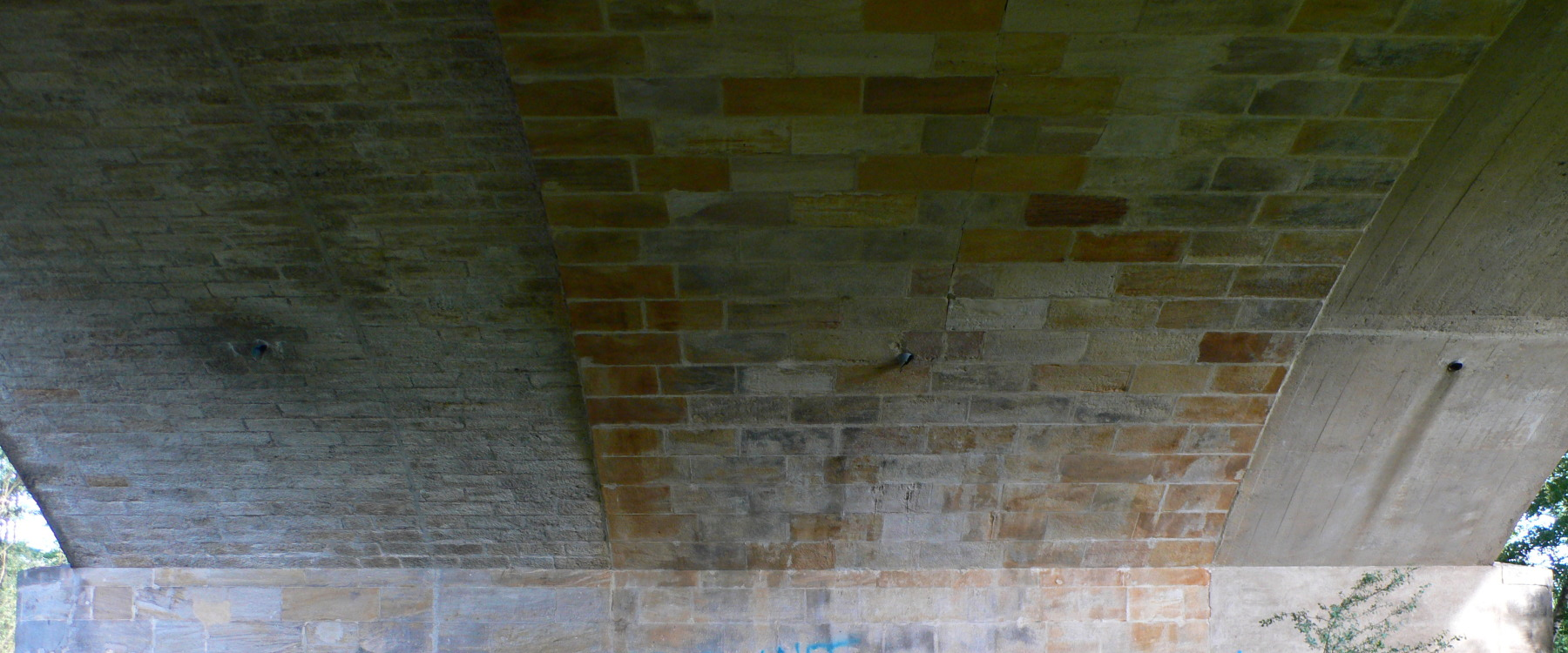
Blick auf einen der Bögen: in der Mitte die ursprüngliche Brücke, links und rechts die Anbauten

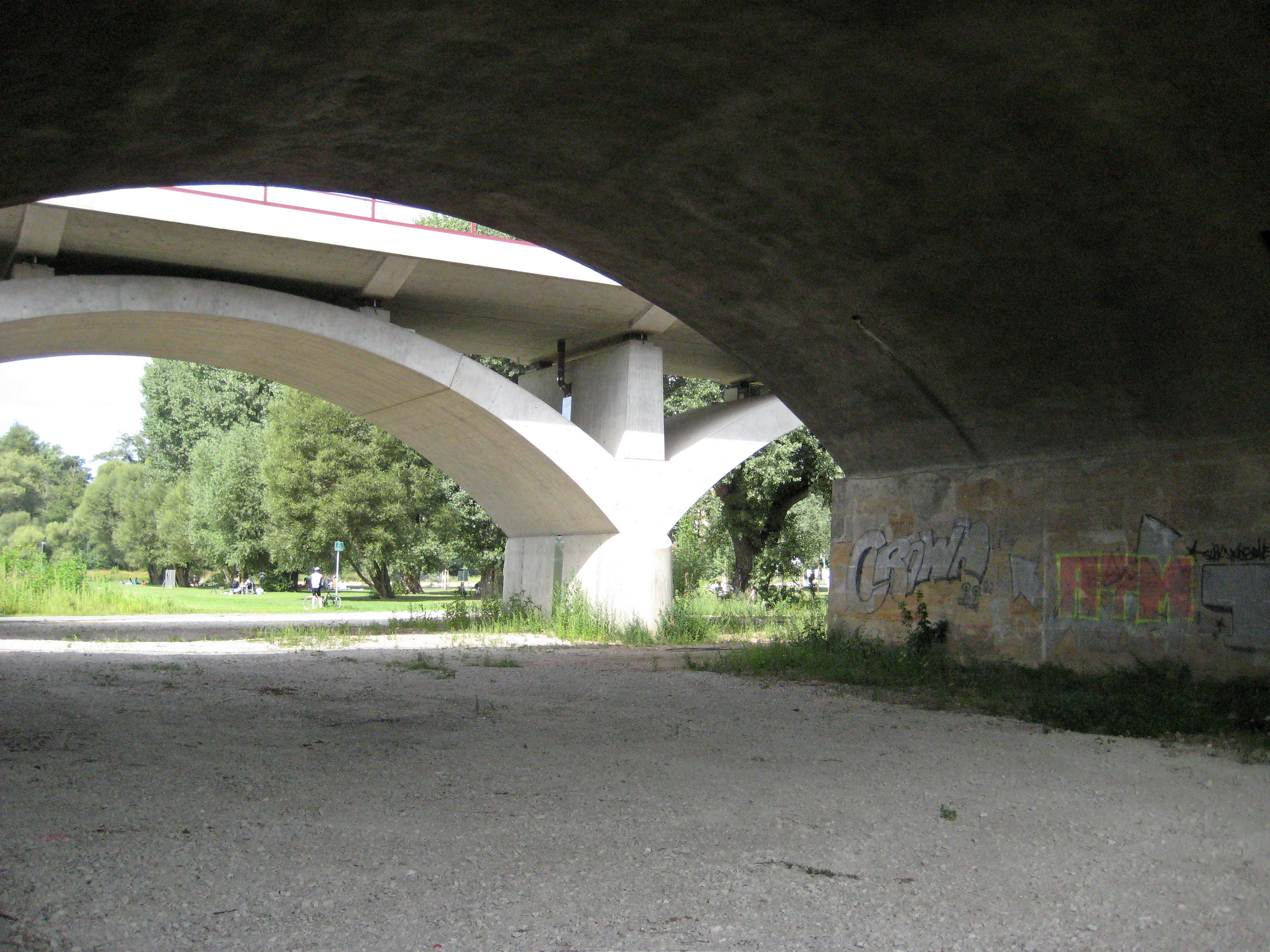
Erster Bogen (Westseite) mit Neubaubrücke im Hintergrund.

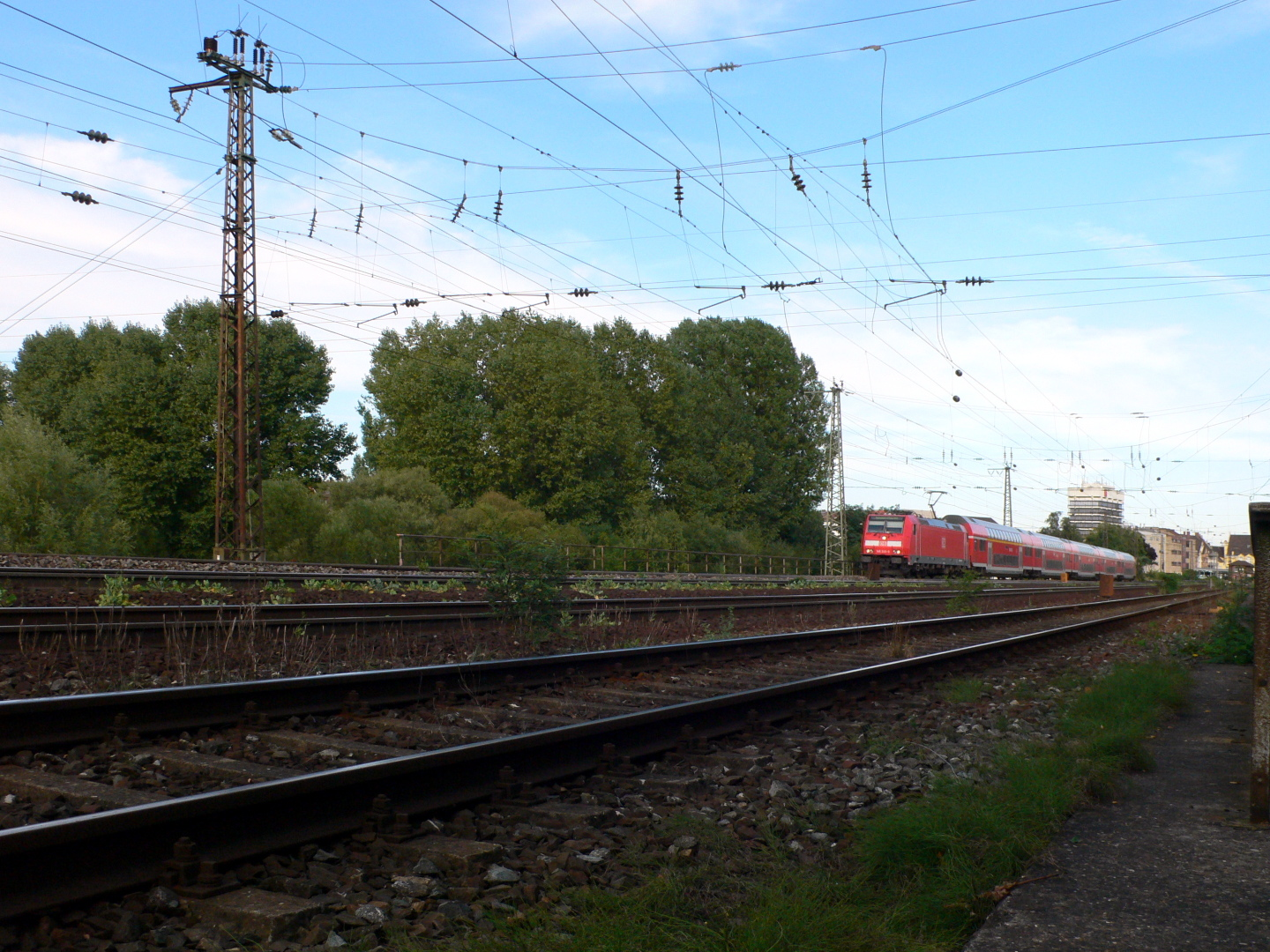
Blick auf den Gleisbereich mit anfahrendem Regional-Express in Richtung Erlangen

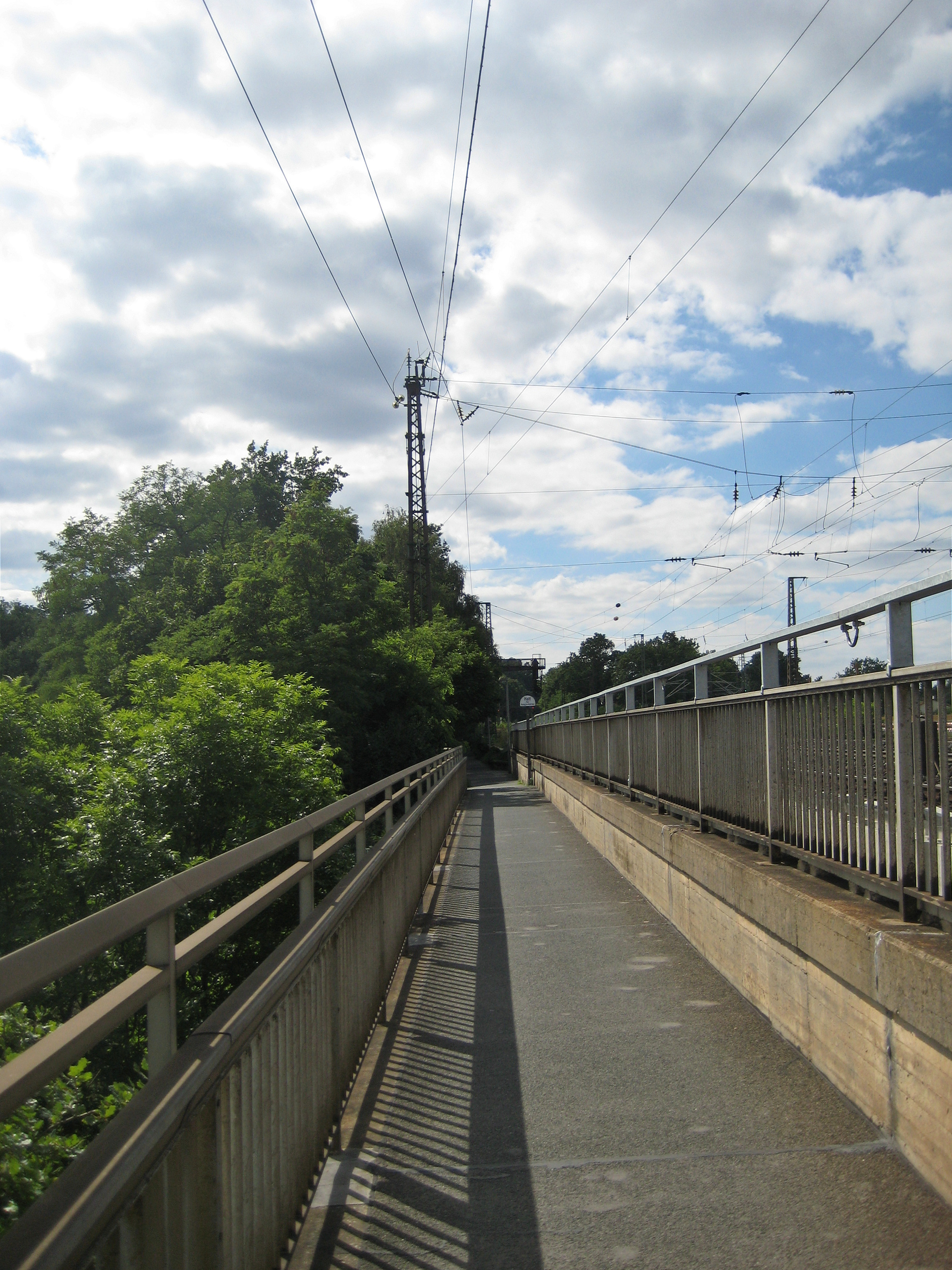
Fronmüllersteg

Die Siebenbogenbrücke ist eine Eisenbahnbrücke in Fürth, die rund 600 Meter westlich des Hauptbahnhofs die Bahnstrecken Nürnberg–Bamberg, Fürth–Würzburg sowie die Rangaubahn über die Rednitz führt.

## Konstruktion und Daten
Auf der 186,7 m langen und 25,1 m breiten Bogenbrücke überqueren fünf Bahngleise und ein Fußgängersteg in etwa 10 m Höhe den Rednitzgrund. Jeder der sieben Bögen hat eine Stützweite von 20,4 m. Die Rednitz fließt, von Süden aus gesehen, durch den zweiten Bogen von rechts (Ostseite).

## Entstehungsgeschichte
Baubeginn war am 20. Juli 1862. Das Bauwerk entstand unter der Leitung des Bezirksingenieur Reissinger und stieß auf ein großes Interesse in der Bevölkerung. An manchen Tagen war der Andrang so groß, dass die Polizei die Schaulustigen von der Baustelle zurückdrängen musste. Sechs Arbeiter wurden verletzt als bei der Aufschüttung des Bahndamms ein Gerüst zusammenbrach und zwölf Arbeiter sowie vier mit Sand beladene Rollwagen in die Tiefe stürzten. Der Schlussstein wurde am 11. September 1863 gesetzt.
Ab 1865 wurde die Bahnstrecke nach Würzburg eingleisig über die Brücke geführt. Um die Strecke nach Bamberg aufnehmen zu können, wurde die Brücke in den Jahren 1891/92 für die Aufnahme von vier Gleisen erweitert. 1891 überquerten täglich bis zu 33 Züge der Hauptbahnen und 22 Züge der Lokalbahn das Bauwerk. Da die Rangaubahn das Gleis aus Richtung Würzburg mitnutzte kam es immer wieder beinahe zu Unfällen. Nachdem 1898 inzwischen 60 Züge der Hauptbahnen und 51 Züge der Lokalbahn die Brücke überquerten wurde beschlossen der Rangaubahn ein eigenes Gleis zu geben. Auf der Südseite wurde für das fünfte Gleis eine Brücke aus Beton an die Brücke angebaut. Das zwischen Juli 1899 und Februar 1900 entstandene Bauwerk wurde in seiner Form an die bestehende Brücke angepasst. Um auch bei Hochwasser im Rednitzgrund eine Anbindung der Westvorstadt an die Innenstadt zu gewährleisten, wurde 1925 der Fronmüllersteg südseitig angefügt.
Deutsche Truppen sprengten am 17. April 1945 einen Pfeiler. Im Juni 1945 errichtete die US Army eine Behelfsbrücke und setzte innerhalb der nächsten zwei Jahre die Siebenbogenbrücke wieder instand. 1953 überquerten sie über 400 Züge. Zu Behinderungen führte, dass der Gleisabstand nur 3,5 Meter betrug und bei schweren Transportzügen oder Lademaßüberschreitungen Zugbegegnungen vermieden werden mussten. Bei Umbaumaßnahmen zwischen Mai 1969 und November 1970 wurde das Bauwerk um 2,4 Meter verbreitert und weiterer Platz gewonnen, indem man die Oberleitungsmasten von der Brücke in das Rednitztal versetzte. Zusammen mit dem Fronmüllersteg erreichte die Brücke damit ihre aktuelle Breite von 25,1 m. Im Rahmen der Umbaumaßnahmen wurde sie entkernt und mit Beton verfüllt, der Fronmüllersteg erneuert und der Gleisabstand auf 4,0 m erweitert. Die Renovierung kostete insgesamt 3,2 Millionen DM.
Im Rahmen des Ausbaus der S-Bahn nach Forchheim wurde 2010 auf der Nordseite der Siebenbogenbrücke ein weiterer Brückenbau mit ebenfalls sieben Bögen und zwei Gleisen in moderner Betonbauweise errichtet.